# Ericeia elongata
Ericeia elongata är en fjärilsart som beskrevs av Louis Beethoven Prout 1929. Ericeia elongata ingår i släktet Ericeia och familjen nattflyn. Inga underarter finns listade i Catalogue of Life.